# Сутичка з рибою-меч
Сутичка з рибою-меч (англ. Wrestling Swordfish) — американська короткометражний документальний пригодницький фільм Мака Сеннета 1931 року. У 1932 році фільм був нагороджений премією «Оскар» за найкращий ігровий новаторський короткометражний фільм.

## Сюжет
Історія протистояння 300-фунтової риби-меч і рибака, який наяву марив про те, щоб її зловити.